# 宝眞榮日也美
宝眞榮 日也美（たまえ ひなみ、1991年9月28日 - ）は日本の女優。沖縄県うるま市石川出身。
TEAM SPOT JUMBLE所属。愛称はひなみん。

## 来歴・人物
- 2012年ミスうるま、ミスグリーン。
- 趣味は主に身体を動かすこと(マラソン・筋トレ)・旅行。特技は手で蛇を捕まえること・開脚。
- 女性としては比較的低音の声を持つ。

## 出演

### テレビ
- ウィンウィン（沖縄テレビ）
- マングローブMTG（琉球放送）
- ワッターまちやーぐゎー（沖縄テレビ）
- うまんちゅひろばスペシャル「みんなで学ぼう！世界のウチナーンチュの日」レポーター
- 押忍!!ふんどし部! シーズン2～南海怒濤篇～（TOKYO MX）
- イタズラなKiss 2～Love in OKINAWA（テレビ朝日）
- オキナワノコワイハナシ2017「うた」（2017年、琉球放送） - 今日子 役
- 琉球トラウマナイト「隣人」（2017年、沖縄テレビ） - ナミ 役
- 安全+第一 大知マンシリーズ（沖縄テレビ） - 蛇ノ目アリス 役
  - 安全+第一 大知マン2（2021年10月23日-12月25日）第3話、第4話
  - 安全+第一 大知マン3（2024年1月13日-3月30日）第5話
- 沖縄復帰50年特別企画「オキナワ強者列伝」第1回「経済」の強者（チューバ―）（2022年、沖縄テレビ）
- オキナワンヒーローズ（2022年、沖縄テレビ） - 蛇ノ目アリス 役（第1話）
- 疫（えやみ）～ナヒヤサマの呪い～ （2023年、沖縄テレビ） - 知念咲 役
- 続・疫（えやみ）～侵蝕～ （2024年、沖縄テレビ） - 宝眞榮日也美 役

### ラジオ
- TSJの今夜もゲネプロ～緞帳上がります！～（エフエム沖縄）
- TSJのラジオdeいざコザ（FMコザ）
- 君にハイキック（FMコザ）
- ゆみひな♡ゆるラジオ（FMぎのわん）
- 以下はRBCiラジオのラジオカーリポーターとしての出演（2022年4月 - ）。
  - アップ!!
  - MUSIC SHOWER Plus+
  - わんDAY
  - ナガハマヒロキの週刊リッスン（不定期）
  - 沖野綾亜のチルドキ!!（不定期）
  - リポリポ（隔週出演）
- ラジオドラマ「80年目の帰郷」（NHKラジオ第1放送） - 仲泊カナ 役

### CM
- 沖縄ポッカ・爽琉ブレンド茶
- 宝石のテルヤ
- 住ismすまいずむ
- ラッキー自動車商会
- ジャンボツアーズ
- 瑞泉泡盛
- 沖縄銀行 カード即時発行 早い！篇
- 環境省クールビズ 沖縄県/琉球放送編

### 映画
- 神人(カミンチュ)Legend of ZAN（2016年）
- いきなり先生になったボクが彼女に恋をした（2016年）
- 小さな恋のうた（2019年）

### イベント
- 「幸せワッハッハ！」カウントダウンライブインオキナワ 2021-2022　司会
- オキナワンヒーローズフェスタ（2022年）
- うるま祭り 司会

### 舞台
- 現代版組踊り「肝高の阿麻和利」（2008年～2010年）
- TSJ第８回本公演「EDEN」以降TSJ本公演出演
- 君にハイキック助走公演「君に本気でコント」（2023年3月11日、3月12日 アトリエ銘苅ベース）[2]
- KHK第1回公演 KHKDJ～DRAGON OF JUGGERNAUT〜（2024年9月7日、9月8日 うるマルシェ）[3]

### その他
- てぃーち（2025年） - 具志堅先生 役[4]